# Everaldo
Everaldo Marques da Silva (11. září 1944, Porto Alegre, Brazílie – 28. října 1974, Santa Cruz do Sul, Brazílie) byl brazilský fotbalista hrající na pozici obránce. Na MS 1970 odehrál 5 zápasů a s týmem Brazílie se stal mistrem světa.
Zemřel ve věku 30 let při automobilové nehodě.